# Dumbing Us Down
Dumbing Us Down: The Hidden Curriculum of Compulsory Schooling é um livro de não ficção escrito pelo professor e político comunitário americano John Taylor Gatto. Vendeu mais de 200.000 cópias e consiste em vários discursos proferidos pelo autor. O livro propõe que uma mudança radical é necessária no sistema educacional americano para reverter a socialização negativa que as crianças recebem.

## Tese principal
Gatto afirma o seguinte sobre o que a escola faz com as crianças em Dumbing Us Down:
1. Confunde os alunos. Apresenta um conjunto incoerente de informações que a criança precisa de memorizar para permanecer na escola. Tirando os testes e as provas, esta programação é semelhante à televisão: preenche quase todo o tempo "livre" das crianças. Alguém vê e ouve algo, apenas para esquecer novamente.
2. Ensina-os a aceitar a sua filiação de classe.
3. Torna-os indiferentes.
4. Torna-os emocionalmente dependentes.
5. Torna-os intelectualmente dependentes.
6. Ensina-lhes um tipo de autoconfiança que requer confirmação constante de especialistas (autoestima provisória).
7. Deixa claro para eles que não podem se esconder, porque estão sempre supervisionados.

A tese de Gatto não continha fontes nem evidências para apoiar estas alegações. Wade A. Carpenter, professor associado de educação no Berry College, descreveu o trabalho como "unilateral, raivoso e hiperbólico, [mas] não impreciso".
Gatto também faz um contraste entre comunidades e "redes", sendo as primeiras saudáveis e as escolas exemplos das últimas. Gatto diz que as redes tornaram-se um substituto pouco saudável para a comunidade nos Estados Unidos.
O livro de Gatto teve como objetivo inspirar os defensores da educação e o início dos testes Praxis . Este teste media a competência académica e o conhecimento de disciplinas específicas necessárias para o ensino. Os testes Praxis são realizados por educadores em potencial como parte da certificação exigida por entidades estaduais e de licenciamento profissional.